# Поздняя тяжёлая бомбардировка

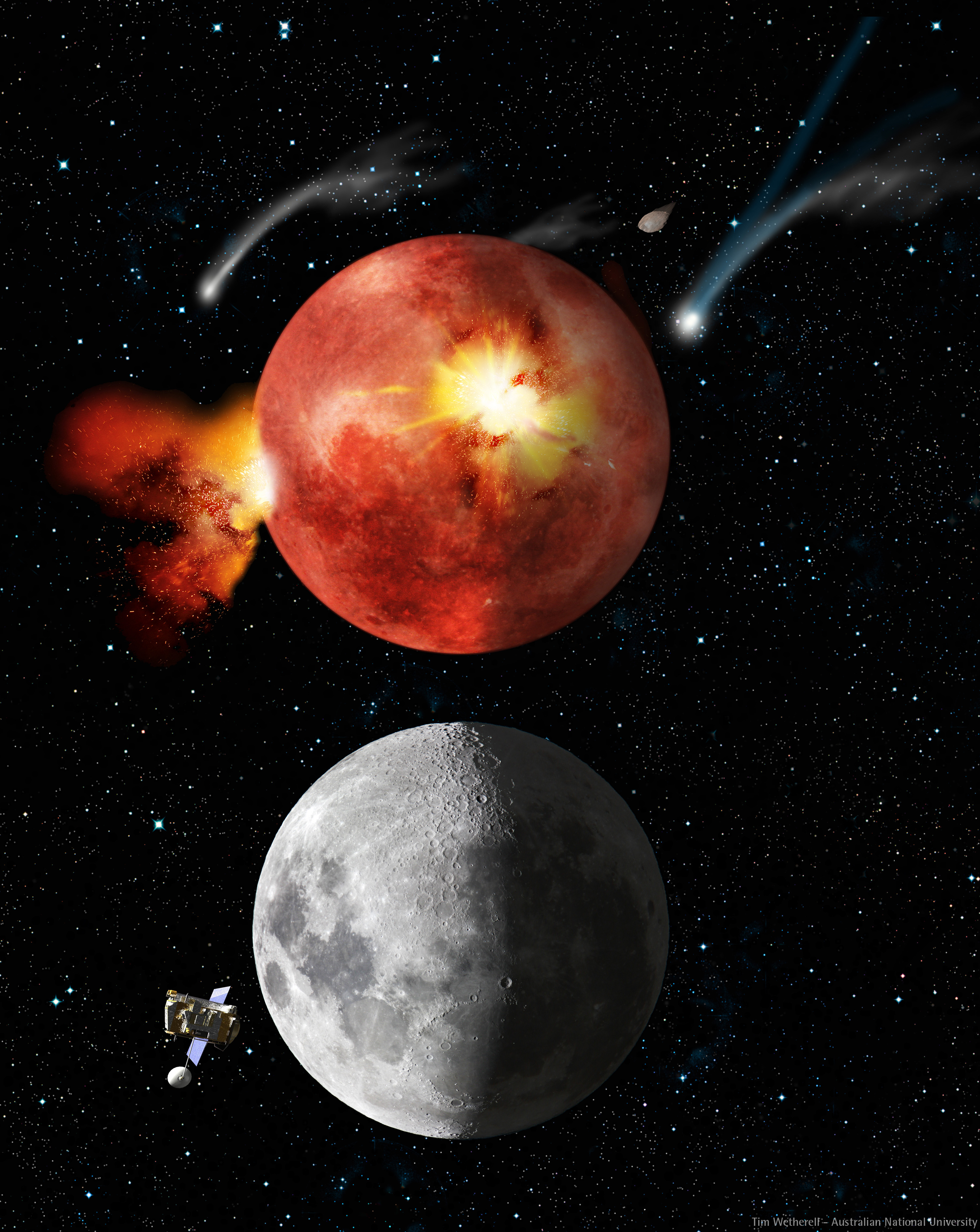
Художественное изображение Луны во время катаклизма (вверху) и сейчас (внизу)

Поздняя тяжёлая бомбардировка (также лунный катаклизм, последняя метеоритная бомбардировка) — временной период от 4,1 до 3,8 млрд лет назад, в течение которого, как считается, сформировались многие кратеры на Луне и, предположительно, также на Земле, Меркурии, Венере и Марсе.

## Гипотезы
Основанием является в первую очередь датировка образцов лунного грунта, которая свидетельствует о том, что большинство камней оплавилось в этот относительно короткий интервал времени. Несмотря на то, что было высказано много гипотез, объясняющих данный всплеск числа астероидов или комет в Солнечной системе, единого мнения о его причинах в научном сообществе нет. Одна из теорий утверждает, что газовые гиганты в ходе этого периода меняли орбиты, что привело к переходу объектов из пояса астероидов или пояса Койпера на эксцентрические орбиты, пересекавшиеся с орбитами планет земной группы. Однако другие теории утверждают, что образцы лунного грунта не свидетельствуют о каком-либо катастрофическом кратерообразовании около 3,9 млрд лет тому назад, и подобные заключения являются всего лишь следствием подбора образцов.

## Геологические последствия для Земли
Если на Луне происходило катастрофическое кратерообразование, то оно воздействовало и на Землю. Экстраполируя информацию относительно Луны на Землю, можно сделать следующую оценку числа образовавшихся на Земле в этот период кратеров:
- 22 000 или более метеоритных кратеров диаметром > 20 км
- около 40 метеоритных чаш диаметром более 1000 км
- несколько метеоритных чаш диаметром около 5000 км.

Открытие поздней тяжёлой бомбардировки привело к пересмотру понимания того, какие процессы протекали в катархее. Если ранее поверхность Земли в том периоде считалась покрытой лавой и огромными вулканами, то в соответствии с представлениями, возникшими после открытия, поверхность Земли в тот период была твёрдой, покрытой водой (с кислой реакцией).